# Sophie Blocher
Sophie Blocher (* 18. Juni 1935 in Laufen am Rheinfall; † 13. Juni 2002 in Basel) war eine Schweizer Pfarrerin und Sozialarbeiterin.

## Leben

### Kindheit und Ausbildung
Sophie Blocher war das vierte von elf Kindern der Pfarrfamilie Wolfram und Ida Blocher-Baur und eine Schwester von Christoph Blocher und Judith Giovannelli-Blocher. Nach einer Haushaltlehre und einem Praktikum in einem Kinderheim in England liess sie sich in Zürich zur Krankenschwester und anschliessend in England zur Hebamme ausbilden.

### Missionstätigkeit
1958 wurde sie in die Basler Mission aufgenommen. In deren Auftrag arbeitete sie ab 1961 in Ghana zunächst in einem Spital in Bechem, ab 1962 leitete sie die Krankenpflegeschule in Bawku.
Nach elf Jahren Mission in Ghana kehrte sie 1972 in die Schweiz zurück, unterstützte jedoch das Spital in Bawku weiterhin.

### Wirken in der Schweiz
Auf ein Praktikum an einer psychiatrischen Klinik folgte die Kirchlich-Theologische Schule in Basel und ein Vikariat in Zürich. 1981 übernahm sie für 14 Jahre ein Pfarramt in Muttenz.
Nach sieben Jahren Amtszeit klärte sie ab, ob es möglich sei, für Menschen auf der Strasse ein Heim zu schaffen, wo sie sich geistig und seelisch zu Hause fühlen konnten. Mit Unterstützung der «Arbeitsgemeinschaft christlicher Kirchen Baselland», wurde 1993 das «Haus zur Eiche» in Birsfelden bezogen, welches sie präsidierte.
1990 bis 2000 leitete sie die Abgeordneten-Versammlung, 1996 bis 2000 war sie zusätzlich Präsidentin der Basler Mission, welche zur mission21 wechselte. Im Jahr 2000 gab sie alle Präsidien auf, um sich um die Finanzierung von neuen Obdachlosenhäusern zu kümmern.
Im Sommer 2001 erkrankte sie an schwerem Rheuma, möglicherweise infolge eines bald darauf entdeckten inoperablen Nierentumors. Sie erlebte die Eröffnung der nach ihr benannten «Sophie Blocher Häuser» in Frenkendorf am 3. November 2003 nicht mehr.